# Iimura Jō

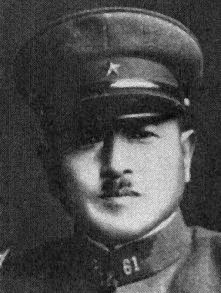
Iimura Jō

Iimura Jō (jap. 飯村 穣; * 20. Mai 1888 in der Präfektur Ibaraki, Japan; † 21. Februar 1976) war ein Generalleutnant der Kaiserlich Japanischen Armee.

## Leben
Der in der Präfektur Ibaraki geborene Iimura schloss 1909 die Kaiserlich Japanische Heeresakademie ab und trat in das 3. Regiment der Kaiserlich Japanischen Garde ein. Zeitgleich besuchte er die Fremdsprachen-Universität Tokio, an der er im März 1917 seinen Abschluss in Französisch machte. Anschließend besuchte er die Kaiserlich Japanische Heereshochschule, die er 1919 im Rang eines Hauptmanns der Infanterie verließ. Nach einer kurzen Verwendung bei der Chōsen-Armee diente er als Ausbilder an der Heeresstabshochschule. Nach einer Beförderung zum Oberstleutnant wurde er als Militärattaché in die Türkei entsandt.
Nach seiner Rückkehr nach Japan wurde Iimura im August 1932 zum Oberst befördert und diente auf mehreren Stabspositionen innerhalb des Kaiserlich Japanischen Generalstabs. Im März 1935 erhielt er mit dem Befehl über das 61. Infanterieregiment sein erstes Feldkommando.
Kurz vor Beginn des Zweiten Japanisch-Chinesischen Krieges wurde er im März 1937 zum Generalmajor befördert. Von 1938 bis 1939 war er Kommandant der Heeresstabshochschule, bevor er nach Mandschukuo versetzt wurde um Stabschef der Kwantung-Armee zu werden, eine Position, die er bis Ende 1940 innehatte. Anschließend wechselte er bis 1943 zur ebenfalls in Mandschukuo stationierten 5. Armee, wo er Oberbefehlshaber wurde.
Iimura wurde 1943 nach Japan zurückbeordert, wo er erneut zum Kommandanten der Heeresstabshochschule wurde. Bereits 1944 wurde er jedoch wieder an die Front verlegt, wo er bis 1945 erst Stabschef der Südarmee und anschließend Oberbefehlshaber der 2. Regionalarmee wurde, welche auf Sulawesi stationiert war.
Kurz vor Kriegsende kehrte er nach Japan zurück um das Kommando über die Verteidigungsarmee Tokio und den Divisionsdistrikt Tokio zu übernehmen und somit einer befürchteten alliierten Invasion entgegenzuwirken. Unmittelbar vor der Kapitulation Japans wurde er noch zum Marschall der Militärpolizei ernannt.